# Bioinformatik
Bioinformatik er et tværfagligt forskningsfelt med udgangspunkt i biologi, som beskæftiger sig med at analysere store mængder af biologiske data. Bioinformatiks overordnede mål er at beskrive biologiske sammenhænge, og brugen af computere er en del af forskningen.
I Danmark er bioinformatik en kandidat-uddannelse, og der kræves således en adgangsgivende bachelor-uddannelse, inden at man kan optages på et universitet.

## Baggrund
I sin mest simple form kan bioinformatik defineres som oprettelsen og vedligeholdelsen af databaser, der indeholder biologiske data. Begrebet er dog flydende i dag og kan i større eller mindre grad dække over en række af områder, hvor man har brug for at indføre, opbevare, analysere og udtrække biologiske data, fra en eller flere databaser, i et eller andet omfang .
Bioinformatik er et nyt forskningsfelt sammenlignet med fx biologi, og er kædet sammen med opfindelsen af computeren og opdagelsen af DNA i 1953. Da den menneskelige arvemasse er anslået til at bestå af 5,5 milliarder baser, ville en analyse af sammensætningen hurtigt blive uoverskuelig, og computere er således uundværlige i arbejdet med bioinformatik.
Andre felter hvor bioinformatik er udbredt, er i forståelsen af proteiner, hvordan de er opbygget, foldet og ikke mindst hvordan de fungerer. Også i forbindelse med cellers opbygning og funktion, biokemi og signalering er bioinformatik udbredt.

## Software og metoder
Ofte kan bioinformatik inddeles i undergrupper, som hver især står for en specifik del af arbejdet, hvilket er grunden til at bioinformatik er tværfagligt:
- En databasedel
- En automatiseringsdel
- En analysedel
- En præsentationsdel

Selvom der findes programmer der kan håndtere bioinformatik samlet, er det muligt at håndtere de forskellige dele med forskellige programmer, fx centreret omkring databasen. Det er også muligt at håndtere den samlede proces med open source-programmer på almindelige computere.
Typen af programmer, og kapaciteten af computeren, vil ofte blive bestemt af det pågældende projekt, dem der skal udføre det og hvor omfattende det er. Desuden vil forskellige projekter have meget forskellige krav til præsentation, tilgængelighed og lignende.

### Database
Databasen står centralt i de fleste projekter, fordi den både er genstand for rå forsøgsdata, opbevaring og håndtering af alle de tilgængelige og indsamlede data og fordi nogle analyseprogrammer automatisk kan hente de nødvendige data i databasen. Desuden bliver de færdigbehandlede data også opbevaret i databasen, og kan hentes frem af forskerne til videre behandling og fortolkning.

### Automatisering
Med automatisering menes, at så mange forskellige aspekter omkring projektet som muligt håndteres af computeren, og dækker blandt andet over at forsøgsdata automatisk bliver integreret i databasen. Til automatisering vil man normalt fortrække et såkaldt højniveauprogrammeringssprog (se eventuelt WikiBooks (Webside ikke længere tilgængelig) for detaljer), men alt efter de specifikke krav kan fx C og C# bruges. Normalt anbefales Perl fordi det er særdeles velegnet til databaseoperationer og filhåndtering.
En liste over egnede programmeringssprog i forbindelse med bioinformatik ville i sagens natur blive forkert, da de fleste programmeringssprog har fordele og ulemper.

### Analyse
Efter at en stor mængde af data er blevet samlet, vil man normalt være interesseret i at analysere dele af det, eller det hele. Formålene med analysen kan være meget forskellige fra projekt til projekt, og den eller de analysemetoder man vil være interesseret i at bruge, vil varier meget.
Ofte vil en eller anden grad af matematisk analyse blive brugt, og den kan variere lige fra statistik, til numerisk analyse. Billedeanalyse kan også bruges i denne sammenhæng.

### Præsentation
Der er mange forskellige måder de færdige data fra et projekt i bioinformatik kan præsenteres på:
- Lokalt på den computer der har håndteret projektet
- Over et intranet så flere forskere og medarbejdere på samme arbejdsplads har adgang til de færdige data
- Over internettet, både med begrænset og fuld adgang
- Til integrering i andre og lignende projekter
- I tidsskrifter som Science og Nature

Til internettet findes der flere programmeringssprog der er i stand til at arbejde med dynamisk indhold, og ved at bruge et af dem, er det muligt at lave en hjemmeside hvor der kan søges og sammensættes data efter brugerens ønske.

## Uddannelse
Ifølge UddannelsesGuiden er det kun Københavns Universitet, Aarhus Universitet og Aalborgs Universitet der uddanner i bioinformatik, men Danmarks Tekniske Universitet og Syddansk Universitet har også en kandidat-uddannelse i bioinformatik.
Hos Danmarks Tekniske Universitet er det instituttet for systembiologi der uddanner i bioinformatik, og da bioinformatik er en specialisering indenfor systembiologi, kan uddannelsen også kaldes for systembiologi.
Fælles for universiteterne er at uddannelsen er en kandidat-uddannelse, og derfor kræver en adgangsgivende bachelor-uddannelse før man kan optages. Bachelor-uddannelsen skal ikke nødvendigvis tages på det universitet man agter at læse bioinformatik på, bare at den er adgangsgivende. Efter uddannelsen har man desuden mulighed for at specialisere sig yderligere med en ph.d..